# Passaggio di Amchitka
Il passaggio di Amchitka è uno stretto dell'Alaska, appartenente agli Stati Uniti d'America. È situato nelle isole Aleutine, tra le Isole Rat a ovest e le Isole Delarof a est. Il passaggio di Amchitka ha un'ampiezza di oltre 80 km e una profondità compresa tra 49 e oltre 1000 braccia (tra 90 e 1830 m). 

## Caratteristiche
Nella navigazione è opportuno mantenere una distanza di almeno 8 km dalla costa delle isole da entrambi i lati. Date le forti escursioni di marea osservate soprattutto a est dell'isola di Amchitka, il passaggio risulta molto pericoloso in inverno in caso di cattivo tempo per le imbarcazioni di piccola e media stazza. Le correnti marine risultano molto erratiche nella direzione e la loro velocità può essere anche molto forte.

## Etimologia
Il passaggio di Amchitka deriva il suo nome dall'isola di Amchitka, la più meridionale delle Isole Rat.